# Que viene el fisco
Que viene el fisco est une bande dessinée espagnole illustrée par Francisco Ibáñez, appartenant à la franchise Mortadel et Filémon, éditée en 1984 et 1985. Elle est l'une des bandes dessinées apocryphes de la série produite par Escuela Bruguera dans les années 1980 sur un scénario de Jesús de Cos.

## Synopsis
Mortadel et Filémon doivent aider l'agent du fisc Implacáblez à collecter des fonds auprès de plusieurs évasion fiscale, dont El Barón de Bebemos, un radin (Anacleto Tacáñez), un chanteur pop (Agosto Toelaño), un adolescent (Tato Pasotíllez), un footballeur (Joe Penalty, qui semble devoir un demi-million d'arriérés, mais c'est l'inverse, le Trésor lui doit un demi-million) et un mafioso italien (Pizzo Maffiossi).

## Édition
La bande dessinée est publiée en série entre 1984 et 1985 dans les nos 205 à 213 du magazine Mortadelo. Elle est publiée pendant l'interruption de la publication en série de Cacao espacial, autre bande dessinée de Francisco Ibáñez. Le scénario de la bande dessinée est de Jesús de Cos, le dessinateur étant un employé inconnu de Escuela Bruguera.